# Gottfried von Rollemann

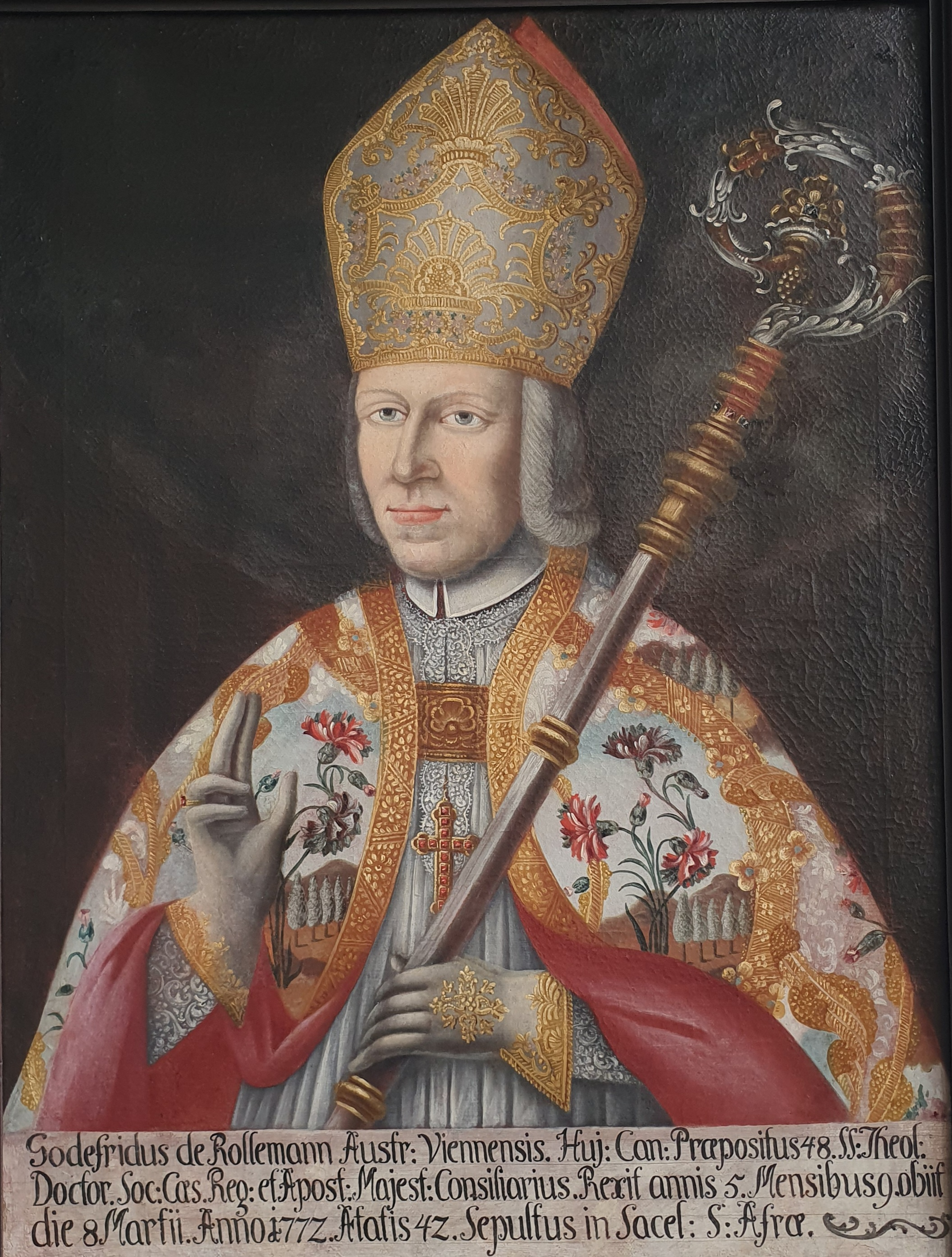
Gottfried von Rollemann

Gottfried von Rollemann (* 1. Oktober 1729 in Wien; † 8. März 1772) war von 1766 bis 1772 lateranensischer Abt der Augustiner-Chorherren vom Lateran und Propst des Stiftes Klosterneuburg. Zuvor war der Gottesgelehrtheit Doctor und kaiserliche und königliche Rat bereits Oberkellerer des Stifts.

## Familie

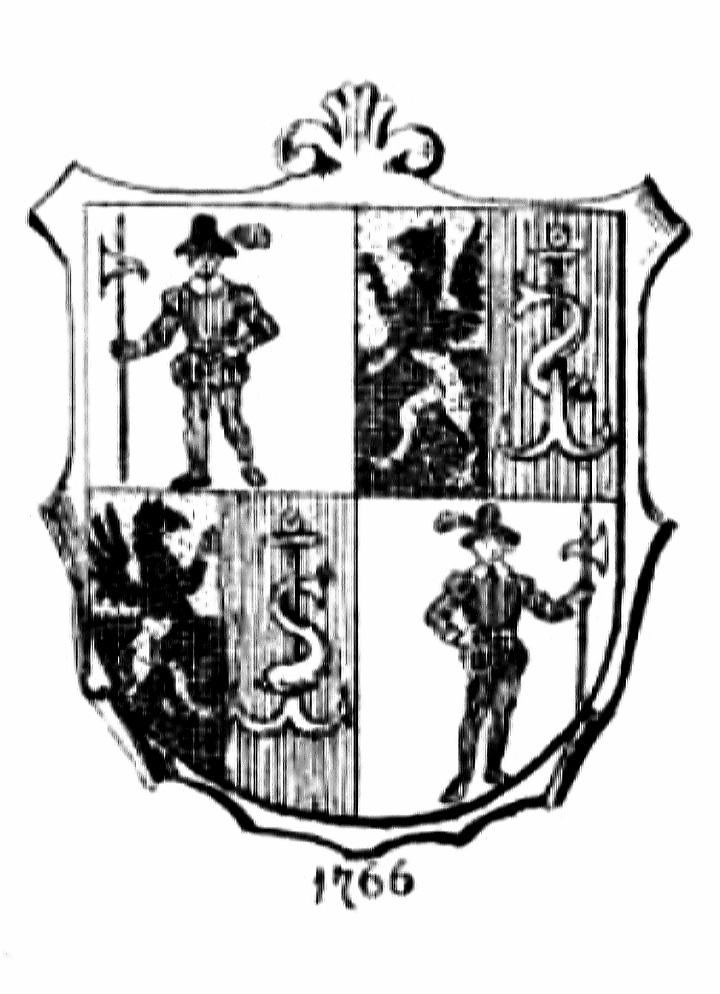
Wappen derer von Rollemann

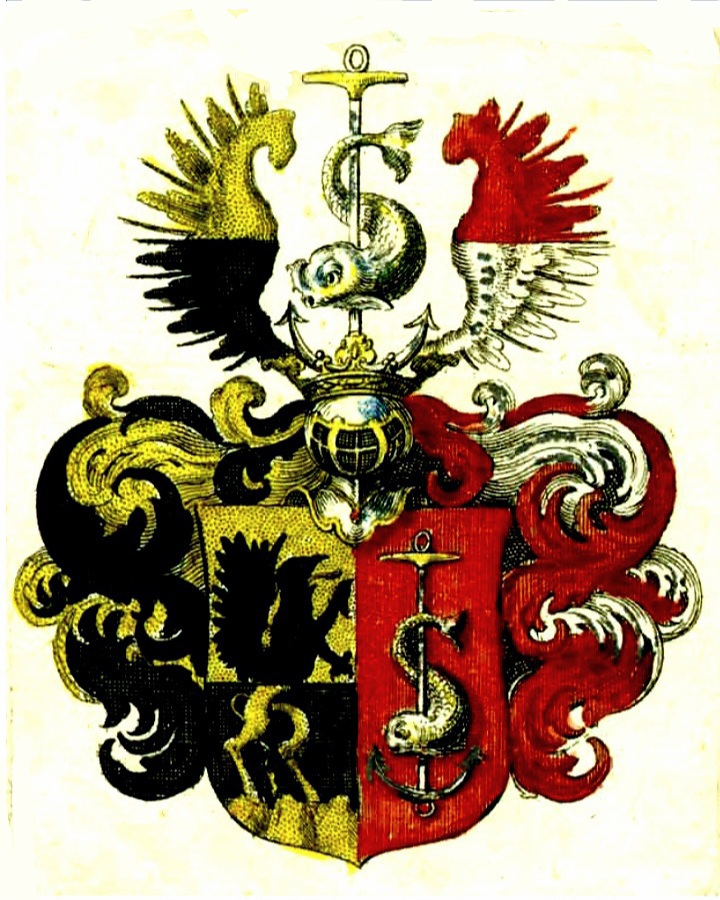
Wappen derer von Wenighofer

Sein Vater war der Geheime Hofkanzleisekretär Ferdinand Gottfried Rollemann (auch Rolemann/Roleman), der 1738 in Wien in den Reichs- und erbländischen Ritterstand erhoben wurde. Die Rollemanns galten als kölnische Patrizierfamilie. Großvater und Vater seien Advokaten und Prokuratoren am Reichskammergericht in Speyer und Wetzlar gewesen. Sein Großvater, Johann Adam Roleman, wurde erstmals am 6. Juni 1679 in einer Patenschaft zu St. German in Speyer erwähnt. Laut Ausweis der gedruckten Personalliste schwor er 1680 als Advokat und Prokurator beim Reichskammergericht auf. Er starb am 20. Februar 1702. Er, Advokat und Prokurator am Reichskammergericht zu Wetzlar, wurde am 1. Januar 1694 in Würzburg als Agent und Anwalt des Würzburger Juliusspitals bestallt, unter Zusage von jährlich 12 Reichstalern und Erstattung aller anfallender Kosten.
Gottfried Rollemanns Vater heiratete Anna Ernestine, geb. von Wenighofer. Dieser Ehe entstammten auch Philipp, Wasgottwill, Ferdinand und Josefa von Rolemann. Die Wenighofer hatten bereits 1630 mit dem kaiserlichen Hoffischmeister Michael Wenighofer einen Adelsbrief erhalten. Das Wenighofer'sche Wappen (kaiserlicher Schildhalter Greif und Anker mit Delfin; = kaiserlicher Hoffischmeister) wurde 1738 bei der Rollemann'schen Nobilitierung mit dem Rollemann'schen Stammwappen (Mann mit Hellebarde) vereinigt.
Gottfried von Rollemanns Bruder Wasgottwill (Quodvultdeus) wurde Hofkaplan des Kaisers Joseph II., Konsistorialrat des Bistums Passau und infulierter Abt der Kirche St. Georgii in Szerencs.

## Wirken
Er gründete 1768 die theologische Hauslehranstalt in Klosterneuburg. Er besuchte Kranke im Militärspital, steckte sich an, und starb an den Folgen.

## Bestattungsfeier
Bei den am 6. April 1772 gehaltenen Exsequien hielt der Jesuitenpater Ignaz Wurz die Leichenpredigt. Die Beteiligung dieses bekannten Rhetorikers galt als besondere Auszeichnung; Wurz hatte auch bei der Krönung von Kaiser Josef II. (1764) gepredigt. Der Propst wurde in der Afrakapelle der Stiftskirche (südlicher Querhausarm) bestattet.